# Aubas
Aubas (okzitanisch Aubàs) ist ein Ort und eine südwestfranzösische Gemeinde (commune) mit 615 Einwohnern (Stand 1. Januar 2022) in der alten Kulturregion des Périgord im Département Dordogne in der Region Nouvelle-Aquitaine.

## Lage
Aubas liegt an der Vézère in einer Höhe von ca. 80 m ü. d. M. etwa 28 Kilometer (Fahrtstrecke) nördlich von Sarlat-la-Canéda bzw. etwa 40 Kilometer südwestlich von Brive-la-Gaillarde. Der sehenswerte Ort Montignac-Lascaux befindet sich nur etwa 5,5 Kilometer südwestlich.

## Bevölkerungsentwicklung
| Jahr      | 1968 | 1975 | 1982 | 1990 | 1999 | 2006 | 2012 |
| Einwohner | 348  | 348  | 395  | 458  | 488  | 587  | 627  |

Im 19. Jahrhundert hatte der Ort meist zwischen 550 und 700 Einwohner. Die Reblauskrise im Weinbau und der Verlust von Arbeitsplätzen durch die Mechanisierung der Landwirtschaft haben seitdem zu einem deutlichen Bevölkerungsrückgang geführt, der sich jedoch wegen des zunehmenden Tourismus in der Region seit den 1960er Jahren wieder in ein deutliches Wachstum verkehrt hat.

## Wirtschaft
Bis in die heutige Zeit spielt die Landwirtschaft die größte Rolle im Wirtschaftsleben der Gemeinde: Der ehemals auch hier betriebene Weinbau ist jedoch nach der Reblauskrise gänzlich aufgegeben worden; Tabak und Mais sind ebenfalls auf dem Rückzug – stattdessen dominieren Felder, aber auch Walnuss-, Eßkastanien- und Obstbäume die Region. Einige leerstehende Häuser werden als Ferienwohnungen (gîtes) vermietet.

## Geschichte

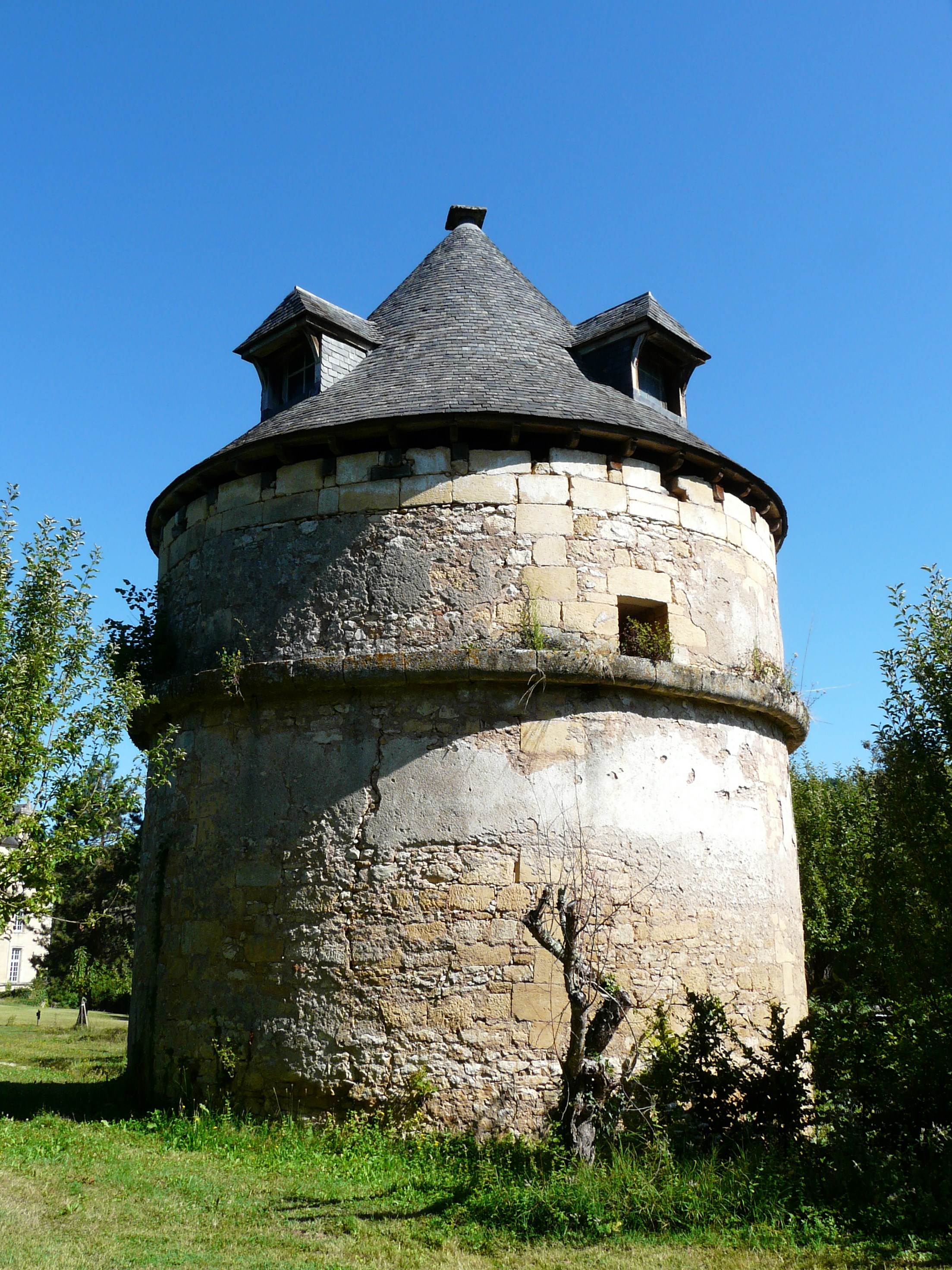
Taubenhaus (pigeonnier)

Auf dem Gemeindegebiet wurden kleinere vorgeschichtliche Funde gemacht, die die Anwesenheit des frühen Menschen bezeugen. Die erstmalige Erwähnung des Ortes unter dem Namen Aubas stammt aus dem 14. Jahrhundert.

## Sehenswürdigkeiten
- Die Kirche Saint-Cyr et Sainte-Julitte ist ein einschiffiger romanischer Bau des 12. Jahrhunderts mit einer rechteckigen Apsis. Die eher schmucklose Fassade wird von einem Glockengiebel (clocher mur) überhöht. Auf der Südseite wurde im 15. Jahrhundert eine gotische Kapelle angebaut. Der Kirchenbau wurde im Jahr 1970 als Monument historique[1] anerkannt.
- Das Château de Sauvebœuf ist ein zweigeschossiger und ursprünglich dreiflügeliger Bau des 17. Jahrhunderts; an das erhaltene Corps de Logis wurde später ein Wirtschaftstrakt angebaut. Sehenswert ist auch das runde Taubenturm (pigeonnier). Der Schlossbau ist seit 1987 in Teilen und seit 2009 zur Gänze als Monument historique[2] anerkannt.
- Das Château de Brégedelle stammt aus dem 15. und 16. Jahrhundert.